# Darrelle Revis
Darrelle Revis (Aliquippa, Pensilvania, Estados Unidos, 14 de julio de 1985) es un exjugador profesional de fútbol americano de la National Football League que jugó en el equipo New York Jets, en la posición de Cornerback con el número 24.

## Carrera deportiva
Darrelle Revis proviene de la Universidad de Pittsburgh y fue elegido en el Draft de la NFL de 2007, en la ronda número 1 con el puesto número 14 por el equipo New York Jets.
Ha jugado en los equipos New England Patriots, New York Jets y Tampa Bay Buccaneers. Actualmente es agente libre.

## Estadísticas generales
| Partidos jugados | Partidos iniciados | Tackles | Intercepciones |
| 115              | 115                | 33      | 23             |